# Pays-Bas au Concours Eurovision de la chanson 1966
Les Pays-Bas ont participé au Concours Eurovision de la chanson 1966 le 5 mars à Luxembourg. C'est la 11e participation néerlandaise au Concours Eurovision de la chanson.
Le pays est représenté par la chanteuse Milly Scott et la chanson Fernando en Filippo, sélectionnées par la Nederlandse Televisie Stichting au moyen de la finale nationale Nationaal Songfestival.

## Sélection

### Nationaal Songfestival 1966
Le radiodiffuseur néerlandais, la Nederlandse Televisie Stichting (NTS) (prédécesseur de l'actuelle Nederlandse Omroep Stichting, NOS) organise l'édition 1966 du Nationaal Songfestival (nl) (« Concours national de la chanson ») pour sélectionner l'artiste et la chanson représentant les Pays-Bas à l'Eurovision 1966.
Le Nationaal Songfestival 1966, présenté par Teddy Scholten, a lieu du 31 janvier au 5 février 1966 au théâtre Tivoli à Utrecht.

#### Demi-finales
Le Nationaal Songfestival 1966 contient cinq tours préliminaires qui se déroulent chaque soirée du 31 janvier au 4 février. 
Lors de chaque tour préliminaire, un chanteur ou une chanteuse interprète trois chansons. Toutes les chansons sont interprétées en néerlandais, langue nationale des Pays-Bas.

##### 1ertour - Helen Shepherd
Ce tour a lieu le soir du 31 janvier 1966. Les trois chansons dans ce tour sont interprétées par la chanteuse Helen Shepherd (nl).
| Ordre | Chanson          | Traduction             | Points | Place |
| ----- | ---------------- | ---------------------- | ------ | ----- |
| 1     | Over de horizon  | Au-dessus de l'horizon | NC     | 2     |
| 2     | Wereld           | Monde                  | NC     | 1     |
| 3     | Ver hier vandaan | Loin d'ici             | NC     | 3     |

##### 2etour - Piet Sybrandi
Ce tour a lieu le soir du 1er février 1966. Les trois chansons dans ce tour sont interprétées par le chanteur Piet Sybrandi.
| Ordre | Chanson            | Traduction                | Points | Place |
| ----- | ------------------ | ------------------------- | ------ | ----- |
| 1     | Ergens in de west  | Quelque part dans l'ouest | NC     | 3     |
| 2     | In een battledress | Dans une robe de combat   | NC     | 2     |
| 3     | Ik heb je lief     | Je t'aime                 | NC     | 1     |

##### 3etour - The Luckberries
Ce tour a lieu le soir du 2 février 1966. Les trois chansons dans ce tour sont interprétées par le groupe The Luckberries.
| Ordre | Chanson                              | Traduction                   | Points | Place |
| ----- | ------------------------------------ | ---------------------------- | ------ | ----- |
| 1     | Dromen zijn bedrog                   | Les rêves sont trompeurs     | NC     | 1     |
| 2     | Mijn hart klopt alleen maar voor jou | Mon cœur ne bat que pour toi | NC     | 2     |
| 3     | Land der liefde                      | Pays de l'amour              | NC     | 3     |

##### 4etour - Bob Bouber
Ce tour a lieu le soir du 3 février 1966. Les trois chansons dans ce tour sont interprétées par le chanteur Bob Bouber (nl).
| Ordre | Chanson                | Traduction          | Points | Place |
| ----- | ---------------------- | ------------------- | ------ | ----- |
| 1     | Nog wel bedankt        | Merci quand même    | NC     | 1     |
| 2     | Jouw eerste concert    | Ton premier concert | NC     | 2     |
| 3     | "Jij bent een raadsel" | Tu es un mystère    | NC     | 3     |

##### 5etour - Milly Scott
Ce tour a lieu le soir du 4 février 1966. Les trois chansons dans ce tour sont interprétées par la chanteuse Milly Scott.
| Ordre | Chanson                  | Traduction             | Points | Place |
| ----- | ------------------------ | ---------------------- | ------ | ----- |
| 1     | Fernando en Filippo      | Fernando et Filippo    | NC     | 1     |
| 2     | De onvoltooide symphonie | La symphonie inachevée | NC     | 2     |
| 3     | Graag of niet            | Volontiers ou pas      | NC     | 3     |

#### Finale

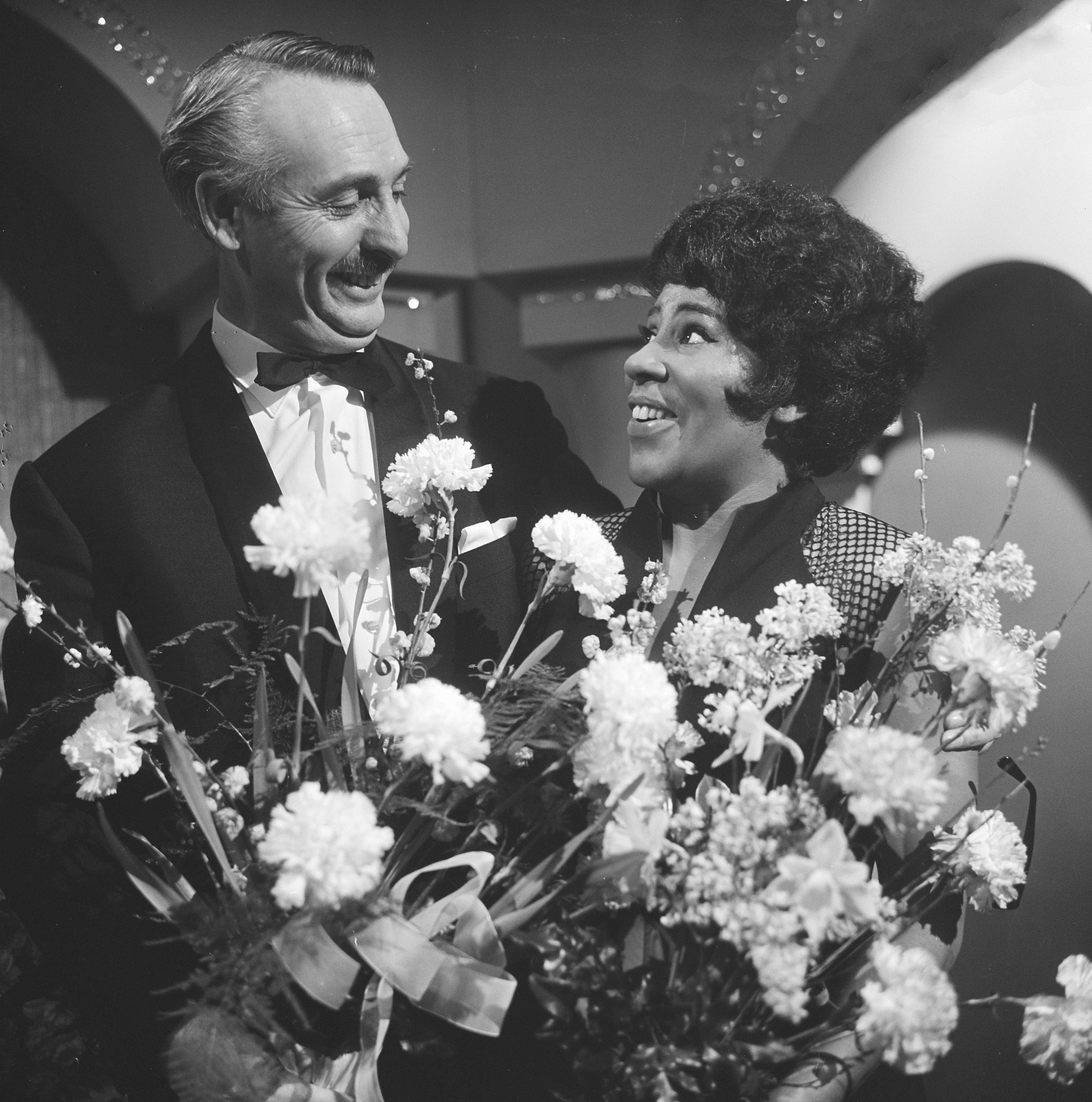
Milly Scott avec le chef d'orchestre Dolf van der Linden après avoir remporté la finale du Nationaal Songfestival 1966 avec la chanson Fernando en Filippo le 5 février 1966.

Les cinq chansons lauréates des tours préliminaires participent à la finale nationale, le 5 février 1966. 
| Ordre | Artiste             | Chanson             | Traduction              | Points | Place |
| ----- | ------------------- | ------------------- | ----------------------- | ------ | ----- |
| 1     | Helen Shepherd (nl) | Wereld              | Monde                   | 3      | 3     |
| 2     | Piet Sybrandi       | Ik heb je lief      | Je t'aime               | 2      | 5     |
| 3     | The Luckberries     | Dromen zijn bedrog  | Les rêves son trompeurs | 15     | 2     |
| 4     | Bob Bouber (nl)     | Nog wel bedankt     | Merci quand même        | 3      | 3     |
| 5     | Milly Scott         | Fernando en Filippo | Fernando et Filippo     | 52     | 1     |

Lors de cette sélection, c'est la chanson Fernando en Filippo interprétée par Milly Scott qui fut choisie. Le chef d'orchestre sélectionné pour les Pays-Bas à l'Eurovision 1966 est Dolf van der Linden.

## À l'Eurovision
Chaque jury national attribue un, trois ou cinq points à ses trois chansons préférées.

### Points attribués par les Pays-Bas
| 5 points | Belgique |
| 3 points | Irlande  |
| 1 point  | Finlande |

### Points attribués aux Pays-Bas
| 5 points | 3 points | 1 point                 |
| -------- | -------- | ----------------------- |
|          |          | - Irlande - Royaume-Uni |

Milly Scott interprète Fernando en Filippo en 16e position, suivant la France et précédant l'Irlande.
Au terme du vote final, les Pays-Bas terminent 15es sur les 18 pays participants, ayant reçu 2 points au total,.